# Линчуань (Цзиньчэн)
Линчуа́нь (кит. упр. 陵川, пиньинь Língchuān) — уезд городского округа Цзиньчэн провинции Шаньси (КНР).

## История
Уезд Линчуань был выделен из уезда Гаопин при империи Суй в 596 году. При империи Тан в 618 году из уезда Линчуань был выделен уезд Гайчэн (盖城县), но в 626 году он был расформирован.
При империи Юань в 1266 году уезд Линчуань был присоединён к уезду Цзиньчэн, но в 1294 году воссоздан.
В 1949 году был создан Специальный район Чанчжи (长治专区), и уезд вошёл в его состав. В 1958 году Специальный район Чанчжи был переименован в Специальный район Цзиньдуннань (晋东南专区), при этом уезды Гаопин и Линчуань были присоединены к уезду Цзиньчэн. В 1959 году уезд Линчуань был воссоздан.
В 1970 году Специальный район Цзиньдуннань был переименован в Округ Цзиньдуннань (晋东南地区).
В 1985 году постановлением Госсовета КНР были расформированы город Чанчжи, городской уезд Цзиньчэн и округ Цзиньдуннань, а на их территории образованы городские округа Чанчжи и Цзиньчэн; уезд вошёл в состав городского округа Цзиньчэн.

## Административное деление
Уезд делится на 7 посёлков и 5 волостей.